# Елинор Рузвелт
Елинор Рузвелт (Anna Eleanor Roosevelt) е американска общественичка, съпруга на 32-рия президент на САЩ Франклин Делано Рузвелт, племенница на 26-ия президент на САЩ Теодор Рузвелт.
Като първа дама пропагандира реформите на съпруга си. След смъртта му започва да се изявява като писател, публицист и правозащитник. Двамата имат 6 деца, 5 от които остават живи – Ана Елинор (1906 – 1975), Джеймс (1907 – 1991), Франклин Делано (роден и починал 1909), Елиът (1910 – 1990), Франклин Делано (1914 – 1988), Джон Аспинуол (1916 – 1981).
Елинор Рузвелт става председател на създадената през 1946 година комисия на ООН за правата на човека. Тя също така има различни изяви срещу бедността, расовата дискриминация и в защита правата на жените. Тя списва журналистическа колона, която затвърдява нейната популярност, авторитет и уважение от страна на американските политици. Елинор печели многобройни почитатели.